# Discurso contra Neaera
O Discurso Contra Neaera foi um discurso de acusação proferido pelo Apolodoro de Acharne contra a liberta de nome Neaera ou Neera. Ele foi preservado como parte do corpus demostênicos, que é amplamente considerado pseudo-Demostênico, possivelmente escrito pelo próprio Apolodoro . O discurso foi parte do julgamento público de Neaera ou Neera, uma hetaira que foi acusada de ilegalmente se casar com um cidadão Ateniense. Embora o discurso afirma que o caso foi levado por motivos pessoais, devido a data em que o julgamento público aconteceu levou os estudiosos a acreditar que na verdade foi  motivado politicamente . Em comum com a maioria dos casos legais da antiga Atenas, o resultado é desconhecido.
O discurso é considerado importante para os estudiosos modernos, pois é tido como a melhor biografia existente de uma mulher do período clássico da Grécia antiga e a mais extensa fonte sobrevivente sobre a prostituição na Grécia antiga, tambem sobre as leis sobre o adultério e a cidadania, que de outra forma não sobreviveram aos dias de hoje. No entanto, ele só começou a receber atenção significativa de estudiosos, nos anos de 1990, pois antes desse período o foco do discurso sobre a prostituição era considerado inapropriado.

## Autoria

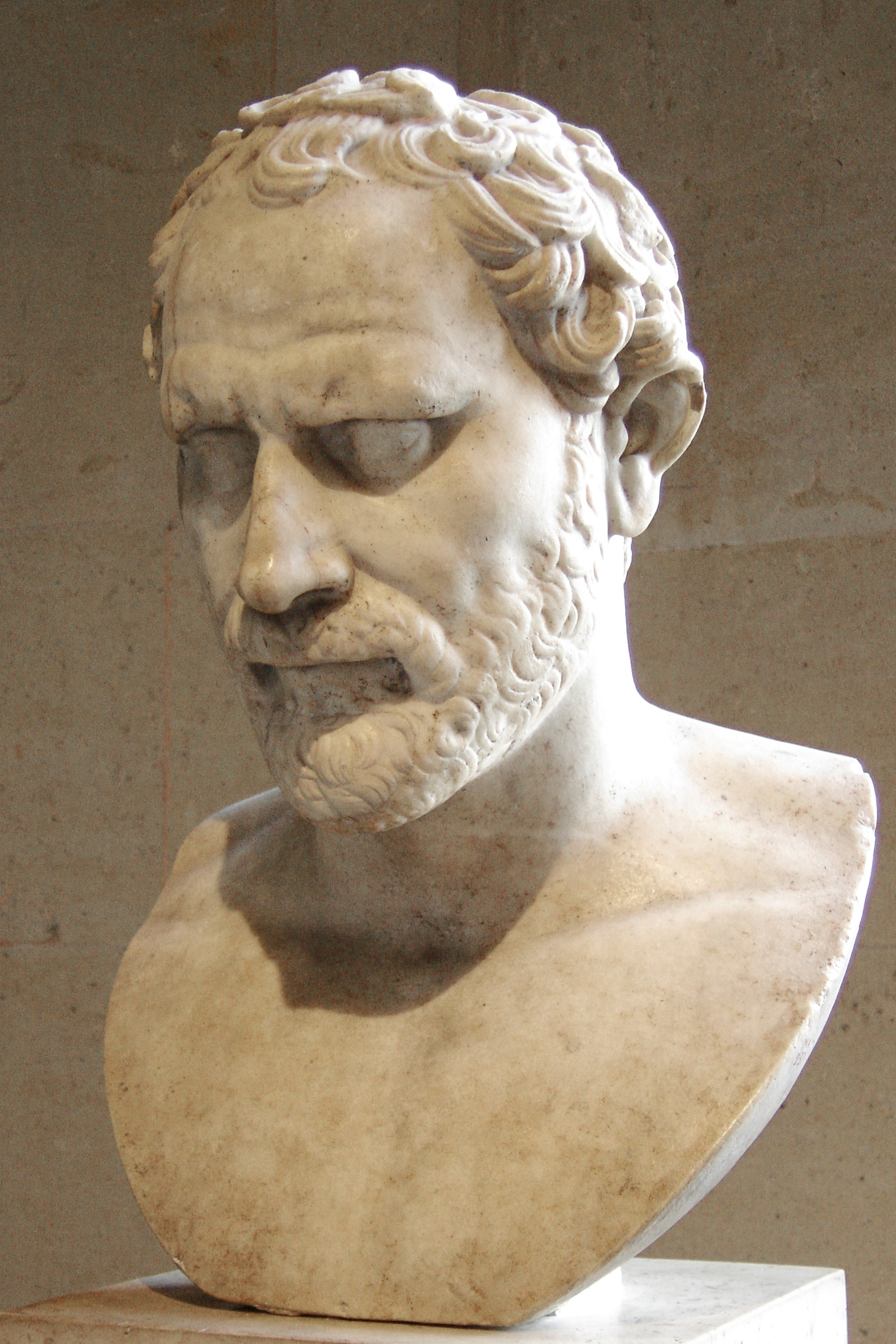
Embora o discurso tenha sido preservado como um trabalho do orador Demóstenes, ele não era.

O discurso Contra Neaera foi preservado como sendo o quinquagésimo nono discurso, de Demóstenes embora acredita-se como não sendo de autoria de Demóstenes  desde a antiguidade. Dionísio de Halicarnasso, por exemplo, questiona a sua autoria. estudiosos Modernos a partir do século XIX até o presente têm geralmente aceito que o discurso não foi escrito por Demóstenes, e, hoje, é frequentemente agrupados com os outros discursos como sendo o trabalho de um único Pseudo-Demóstenes.Este autor foi identificado como Apollodoros por vários estudiosos, incluindo Kapparis em seu comentário sobre o discurso.

## Contexto
O caso contra Neaera foi trazido por Teomnesto, o filho-de-lei de Apolodoro. Em sua introdução, no discurso, Teomnesto diz que ele está trazendo o caso contra Neaera, a fim de vingar-se contra o seu marido Estéfano pelos seus ataques anteriores contra Apolodoro. A inimizade entre Apolodoro e Estéfano começou, de acordo com Teomnesto, quando Apolodoro propôs a realocação do fundo para uso militar em 349 a.C., em preparação para a guerra contra a Macedônia. Estéfano levou Apolodoro ao tribunal, alegando que a lei que ele havia propôsto era ilegal. A multa, a qual Estéfano proposta estava de acordo com Teomnesto grande o suficiente para que Apolodoros fosse incapaz de pagá-la, e assim ser marginalizado. O tribunal no entanto impôs uma pequena multa, que Apolodoro foi capaz de pagar. Tendo falhado em sua tentativa de ter arruinado Apolodoro, Estéfano, em seguida, tinha acusado Apolodoro de assassinato. Desta vez, Apolodoro foi capaz de defender a si mesmo.
Nesta ação, Teomnesto levou o caso contra Neaera, em nome de seu pai-de-lei. O caso foi graphe xenias – a acusação de que Neaera tinha ilegitimamente reivindicado direitos de cidadania Ateniense. Especificamente, o caso contra Neaera alegou que ela estava vivendo com Estéfano como sua esposa, quando era ilegal para os não-Atenienses  se casarem com cidadãos atenienses . O caso foi levado entre 343 e 340 a.C.; Kapparis argumenta que uma data anterior, é mais plausível.
O fato de que a rivalidade entre Apolodoro e Estefano começou em 349 a.C., levanta a questão de por que Apolodoro e Teomnesto esperaram por um tempo tão longo para trazer a questão de Neaera ao tribunal, se a sua única motivação era vingança contra Estéfano. Grace Macurdy sugeriu que os motivos eram, na verdade, o políticos, e que Apolodoro levou o caso contra Estéfano devido a oposição de Estéfano a politica  anti-macedônica de Eubolo e Demóstenes. Ela conclui que o caso foi levado para desacreditar Estéfano, em preparação para uma nova proposta para redirecionar o dinheiro no fundo para fins militares. Carey sugere que na verdade, foi uma tentativa para testar a opinião pública a um desafio contra o uso excedente de dinheiro no fundo quando que poderia ter sido usado para a defesa contra a ameaça de Filipe da Macedônia.

## Discurso
Theomnestos começa o discurso apresentando o caso e as razões para isso, mas a maior parte do discurso é feito por Apollodoros. Tanto o discurso é feito por Apollodoros que em sua conclusão, ele afirma ter trazido o caso contra Neaera si mesmo, tendo aparentemente esquecido de que ele é, na verdade, Theomnestos' caso. Douglas MacDowell sugere que originalmente Apollodoros pretende levar o caso a si mesmo. Apollodoros foca-se principalmente no ataque Neaera e sua filha Phano, possivelmente porque ele não pode produzir uma boa prova de suas alegações. Ele passa a maior parte do discurso vai mais Neaera vida como um hetaera, a partir de sua aquisição pela Nikarete ela vai viver com Stephanos, e a falha de Phano de dois casamentos. Ele demonstra que Neaera não era um cidadão Ateniense, que ele "não conseguiu estabelecer de forma conclusiva" que Neaera era casado com Stephanos, ou que ela passou seus filhos como cidadãos Atenienses.
O estilo do discurso difere sensivelmente do que dos textos autenticos de Demóstenes .screve.

## Legado
O discurso Contra Neaera é significativo pois é tido como a melhor narrativa existente da vida de um mulher no período clássico. é nossa maior fonte sobrevivente sobre prostituição grega, e também é valiosa para que ele nos diz sobre as mulheres e relações de gênero no mundo clássico. Assim, não é de hoje frequentemente utilizados no ensino sobre as lei e a sociedade anteniense, no entanto, devido à ênfase dada à prostituição, ele "não era considerado apropriado para alunos de graduação de gerações anteriores", e assim, apenas recentemente tem sido alvo de muitas acadêmicos atenção.